# Blason du sourcil
 (signalé en juillet 2025).
Si vous disposez d'ouvrages ou d'articles de référence ou si vous connaissez des sites web de qualité traitant du thème abordé ici, merci de compléter l'article en donnant les références utiles à sa vérifiabilité et en les liant à la section « Notes et références ».
- Archive Wikiwix
- Bing
- Cairn
- DuckDuckGo
- E. Universalis
- Gallica
- Google
- G. Books
- G. News
- G. Scholar
- Persée
- Qwant
- (zh) Baidu
- (ru) Yandex
- (wd) trouver des œuvres sur Wikidata

Merci de procéder au transfert en conservant l'historique. 
Le blason du sourcil est un poème de Maurice Scève créé en 1536 grâce auquel il se fit remarquer en remportant le concours des Blasons, lancé par Clément Marot en 1535.

## Le poème
Sourcil tractif en voûte fléchissant
Trop plus qu'ébène, ou jayet noircissant.
Haut forjeté pour ombrager les yeux,
Quand ils font signe ou de mort, ou de mieux.

Sourcil qui rend peureux les plus hardis,

Et courageux les plus accouardis.

Sourcil qui fait l'air clair obscur soudain,

Quand il froncit par ire, ou par dédain,

Et puis le rend serein, clair et joyeux

Quand il est doux, plaisant et gracieux.

Sourcil qui chasse et provoque les nues

Selon que sont ses archées tenues.

Sourcil assis au lieu haut pour enseigne,

Par qui le cœur son vouloir nous enseigne,

Nous découvrant sa profonde pensée,

Ou soit de paix, ou de guerre offensée.

Sourcil, non pas sourcil, mais un sous-ciel

Qui est le dixième et superficiel,

Où l'on peut voir deux étoiles ardentes,

Lesquelles sont de son arc dépendantes,

Étincelant plus souvent et plus clair

Qu'en été chaud un bien soudain éclair.

Sourcil qui fait mon espoir prospérer,

Et tout à coup me fait désespérer.

Sourcil sur qui amour prit le pourtrait

Et le patron de son arc, qui attrait

Hommes et Dieux à son obéissance,

Par triste mort et douce jouissance.

Ô sourcil brun, sous tes noires ténèbres

J'ensevelis en désirs trop funèbres

Ma liberté et ma dolente vie,

Qui doucement par toi me fut ravie.